# Śpiewnik Ewangelicki
Śpiewnik Ewangelicki (pełny tytuł: Śpiewnik Ewangelicki. Codzienna modlitwa, pieśń, medytacja, nabożeństwo) – najnowszy polski śpiewnik ewangelicki, zatwierdzony do użytku przez synody czterech kościołów ewangelickich:
- Kościoła Ewangelicko-Augsburskiego w RP,
- Kościoła Ewangelicko-Reformowanego w RP,
- Śląskiego Kościoła Ewangelickiego Augsburskiego Wyznania,
- Luterańskiego Ewangelickiego Kościoła Augsburskiego Wyznania w Republice Czeskiej.

## Charakterystyka
Dzieło ma charakter ekumeniczny, jako że używane jest przez różne kościoły ewangelickie, zarówno luterańskiego, jak i reformowanego wyznania. Wyboru pieśni i opracowania śpiewnika dokonała międzykościelna komisja śpiewnikowa. Śpiewnik wydany został przez luterańskie wydawnictwo Augustana w 2002 r. Obecnie jest w powszechnym użyciu w polskich środowiskach ewangelickich (z wyjątkiem Kościoła Ewangelicko-Metodystycznego, który z uwagi na dużą rozbieżność w repertuarze pieśni pozostał przy własnym kancjonale).
W śpiewniku znajduje się 955 pieśni. Zawiera on niemal wszystkie tradycyjne pieśni ewangelickie i reformacyjne, a także pieśni ekumeniczne oraz z repertuaru współczesnej muzyki chrześcijańskiej.
Słowo wstępne od biskupów ewangelickich opracowane zostało i podpisane przez: ks. bpa Janusza Jaguckiego i ks. bpa Jana Szarka z Kościoła Ewangelicko-Augsburskiego w RP; ks. bpa Zdzisława Trandę z Kościoła Ewangelicko-Reformowanego w RP; ks. bpa Władysława Volnego ze Śląskiego Kościoła Ewangelickiego Augsburskiego Wyznania oraz ks. bpa Jana Niedobę i ks. bpa Wilhelma Stonawskiego z Luterańskiego Kościoła Ewangelickiego Augsburskiego Wyznania w Republice Czeskiej.

## Treść
- Słowo wstępne
- I. Pieśni
  - Rok kościelny
    - Adwent (nr 1–30)
    - Boże Narodzenie (nr 31–90)
    - Stary i Nowy Rok (nr 91–104)
    - Objawienie Pańskie (Epifania) (nr 105–111)
    - Czas pasyjny (nr 112–169)
    - Wielkanoc (nr 170–203)
    - Wniebowstąpienie Pańskie (nr 204–212)
    - Zesłanie Ducha Świętego (nr 213–230)
    - Trójca Święta (nr 231–241)
    - Szczególne dni roku kościelnego (nr 242–246)
    - Dziękczynne Święto Żniw (nr 247–257)
    - Święto Reformacji (nr 258–266)
    - Koniec roku kościelnego (nr 267–283)

  - Nabożeństwo
    - Początek i koniec nabożeństwa (nr 284–324)
    - Śpiewy liturgiczne (nr 325–373)
    - Słowo Boże (nr 374–391)
    - Sakrament Chrztu Świętego (nr 392–397)
    - Sakrament Ołtarza (Eucharystia) (nr 398–413)
    - Pokuta i spowiedź (nr 414–441)
    - Konfirmacja (nr 442–448)
    - Ślub, małżeństwo i rodzina (nr 449–471)
    - Pieśni poranne (nr 472–492)
    - Pieśni stołowe (nr 493–499)
    - Pieśni wieczorne (nr 500–524)
    - Posłanie do służby (nr 525–541)
    - Kościół i Ekumenia (nr 542–575)

  - Wiara, miłość, nadzieja
    - Chwała, dziękczynienie i modlitwa (nr 576–629)
    - Usprawiedliwienie i pewność zbawienia (nr 630–654)
    - Lęk i zaufanie (nr 655–714)
    - Nawrócenie i naśladowanie (nr 715–776)
    - Ukryci w Bożej miłości (nr 777–821)
    - Miłość bliźniego (nr 822–836)
    - Zachowanie stworzenia, pokój i ojczyzna (nr 837–865)
    - Praca i podróż (nr 866–886)
    - Przyroda i pory roku (nr 887–900)
    - Śmierć, zmartwychwstanie i życie wieczne (nr 901–955)
- II. Wprowadzenie do nabożeństwa
  - Istota nabożeństwa (956)
  - Modlitwy w nabożeństwie (957)
- Porządki liturgiczne
  - Nabożeństwo główne z Sakramentem Ołtarza Kościoła Ewangelicko-Augsburskiego (luterańskiego) (960)
  - Nabożeństwo Słowa Bożego Kościoła Ewangelicko-Augsburskiego (luterańskiego) (961)
  - Nabożeństwo z Sakramentem Wieczerzy Pańskiej  Kościoła Ewangelicko-Reformowanego forma I (962)
  - Nabożeństwo z Sakramentem Wieczerzy Pańskiej  Kościoła Ewangelicko-Reformowanego forma II (963)
  - Części zmienne nabożeństwa (964)
    - Rok kościelny (nr 1–82)
    - Święta stałe i wspomnienia Kościoła (nr 83–94)
    - Szczególne dni i uroczystości Kościoła (nr 95–116)

  - Nabożeństwa okolicznościowe (965)
    - Tygodniowe nabożeństwo adwentowe
    - Nabożeństwo w Wigilię Bożego Narodzenia
    - Nabożeństwo w noc sylwestrową
    - Tygodniowe nabożeństwo pasyjne
    - Nabożeństwo Wielkopiątkowe
    - Nabożeństwo pogrzebowe

  - Nabożeństwo domowe (966)
  - Codzienna modlitwa liturgiczna (967)
    - Modlitwa poranna (jutrznia)
    - Modlitwa południowa
    - Modlitwa wieczorna (nieszpory)
    - Modlitwa na zakończenie dnia (kompleta)

  - Psalmy (968)
- Życie chrześcijańskie
  - Narodziny i dzieciństwo (970)
  - Chrzest (971)
  - Młodość i dorosłe życie (972)
  - Konfirmacja (973)
  - Ślub kościelny (974)
  - Praca, odpoczynek, Dzień Pański (975)
  - W stronę starości (976)
  - Umieranie, śmierć i pogrzeb (977)
  - Modlitwy okolicznościowe (978)
- Wyznania wiary Kościoła
  - Apostolskie wyznanie wiary (980)
  - Nicejsko-konstantynopolitańskie wyznanie wiary (981)
  - Atanazjańskie wyznanie wiary (982)
- Indeksy
  - Alfabetyczny spis pieśni (991)
  - Pieśni z obcojęzycznymi zwrotkami (992)